# Dan Burr
Dan Burr (né le 14 novembre 1951) est un dessinateur de bande dessinée et illustrateur américain.

## Biographie

### Parcours
Il est principalement connu pour Les Rois vagabonds, mini-série de comic books scénarisée par James Vance évoquant l'Amérique de la Grande Dépression qui a reçu plusieurs prix après sa publication en 1988.
Dan Burr a ensuite principalement travaillé dans l'illustration.
En 2012, sa bande dessinée didactique Economix, écrite avec Michael Goodwin, lui permet de retrouver le succès public et critique. En 2013, W. W. Norton publie Dans les cordes, suite de Les Rois vagabonds.

### Vie privée
Dan Burr vit à Milwaukee dans le Wisconsin, avec sa femme, l'artiste Debbie Freiberg.

## Ouvrages
- Les Rois vagabonds, (Kings in Disguise), 1989
- Economix, écrit avec Michael Goodwin, 2012
- Dans les cordes (On the Ropes), écrit avec James Vance, 2013
- Mésaventures présidentielles (Presidential Misadventures: Poems That Poke Fun at the Man in Charge), écrit avec Bob Raczka

## Récompenses
- 1989 : Prix Eisner du meilleur numéro (Best Single Issue) et de la meilleure nouvelle série pour Kings in Disguise no 1 (avec le scénariste James Vance)
- 1989 : Prix Harvey de la meilleure nouvelle série pour Les Rois vagabonds (avec le scénariste James Vance)